# العلاقات المالديفية الغيانية
العلاقات المالديفية الغيانية هي العلاقات الثنائية التي تجمع بين المالديف وغيانا.

## مقارنة بين البلدين
هذه مقارنة عامة ومرجعية للدولتين:
| وجه المقارنة                                              | المالديف       | غيانا        |
| --------------------------------------------------------- | -------------- | ------------ |
| المساحة (كم2)                                             | 298            | 214.97 ألف   |
| عدد السكان (نسمة)                                         | 436.33 ألف     | 777.86 ألف   |
| الكثافة السكانية (ن./كم²)                                 | 146.42 ألف     | 3.62         |
| العاصمة                                                   | ماليه          | جورج تاون    |
| اللغة الرسمية                                             | اللغة الديفهي  | لغة إنجليزية |
| العملة                                                    | روفيه مالديفية | دولار غياني  |
| الناتج المحلي الإجمالي (بليون دولار)                      | 4.60 مليار     | 3.68 مليار   |
| الناتج المحلي الإجمالي (تعادل القوة الشرائية) بليون دولار | 5.23 مليار     | 5.77 مليار   |
| الناتج المحلي الإجمالي الاسمي للفرد دولار أمريكي          | 8.39 ألف       | 4.13 ألف     |
| الناتج المحلي الإجمالي للفرد دولار أمريكي                 | 12.53 ألف      |              |
| مؤشر التنمية البشرية                                      | 0.706          |              |
| رمز المكالمات الدولي                                      | +960           | +592         |
| رمز الإنترنت                                              | .mv            | .gy          |
| المنطقة الزمنية                                           | ت ع م+05:00    | 00           |

## منظمات دولية مشتركة
يشترك البلدان في عضوية مجموعة من المنظمات الدولية، منها:
| علم المنظمة | اسم المنظمة                        | تاريخ انضمام المالديف | تاريخ انضمام غيانا |
| ----------- | ---------------------------------- | --------------------- | ------------------ |
|             | مؤسسة التنمية الدولية              | 13 يناير 1978         | 4 يناير 1967       |
|             | يونسكو                             | 18 يوليو 1980         | 21 مارس 1967       |
|             | وكالة ضمان الاستثمار متعدد الأطراف | 19 مايو 2005          | 18 يناير 1989      |
|             | الأمم المتحدة                      | 21 سبتمبر 1965        | 20 سبتمبر 1966     |
|             | دول الكومنولث                      | ?                     | ?                  |
|             | الاتحاد البريدي العالمي            | ?                     | ?                  |
|             | البنك الدولي للإنشاء والتعمير      | 13 يناير 1978         | 26 سبتمبر 1966     |
|             | الاتحاد الدولي للاتصالات           | 28 فبراير 1967        | 8 مارس 1967        |
|             | منظمة حظر الأسلحة الكيميائية       | ?                     | ?                  |
|             | مؤسسة التمويل الدولية              | 2 فبراير 1983         | 4 يناير 1967       |
|             | منظمة التجارة العالمية             | ?                     | ?                  |
|             | تحالف الدول الجزرية الصغيرة        | ?                     | ?                  |
|             | منظمة الشرطة الجنائية الدولية      | ?                     | ?                  |

## وصلات خارجية
- موقع وزارة الخارجية المالديفية
- موقع وزارة الخارجية الغيانية